# Nowogród
Pour les articles homonymes, voir Nowogród (homonymie).
Nowogród est une ville de la voïvodie de Podlachie, dans le nord-est de la Pologne. Elle est le siège de la gmina de Nowogród, dans le powiat de Łomża. Sa population s'élevait à 2 193 habitants en 2012.